# Bous, Saarland
Bous är en kommun och ort i Landkreis Saarlouis i förbundslandet Saarland i Tyskland.
Namnet på kommunen var mellan 1935 och 1946 Buß.